# ادی فلاد
ادی فلاد (انگلیسی: Eddie Flood؛ زادهٔ ۹ نوامبر ۱۹۵۲) بازیکن فوتبال اهل بریتانیا است.
از باشگاه‌هایی که در آن بازی کرده‌است می‌توان به باشگاه فوتبال ترانمره راورز و باشگاه فوتبال لیورپول اشاره کرد.